# Benediktsplatz

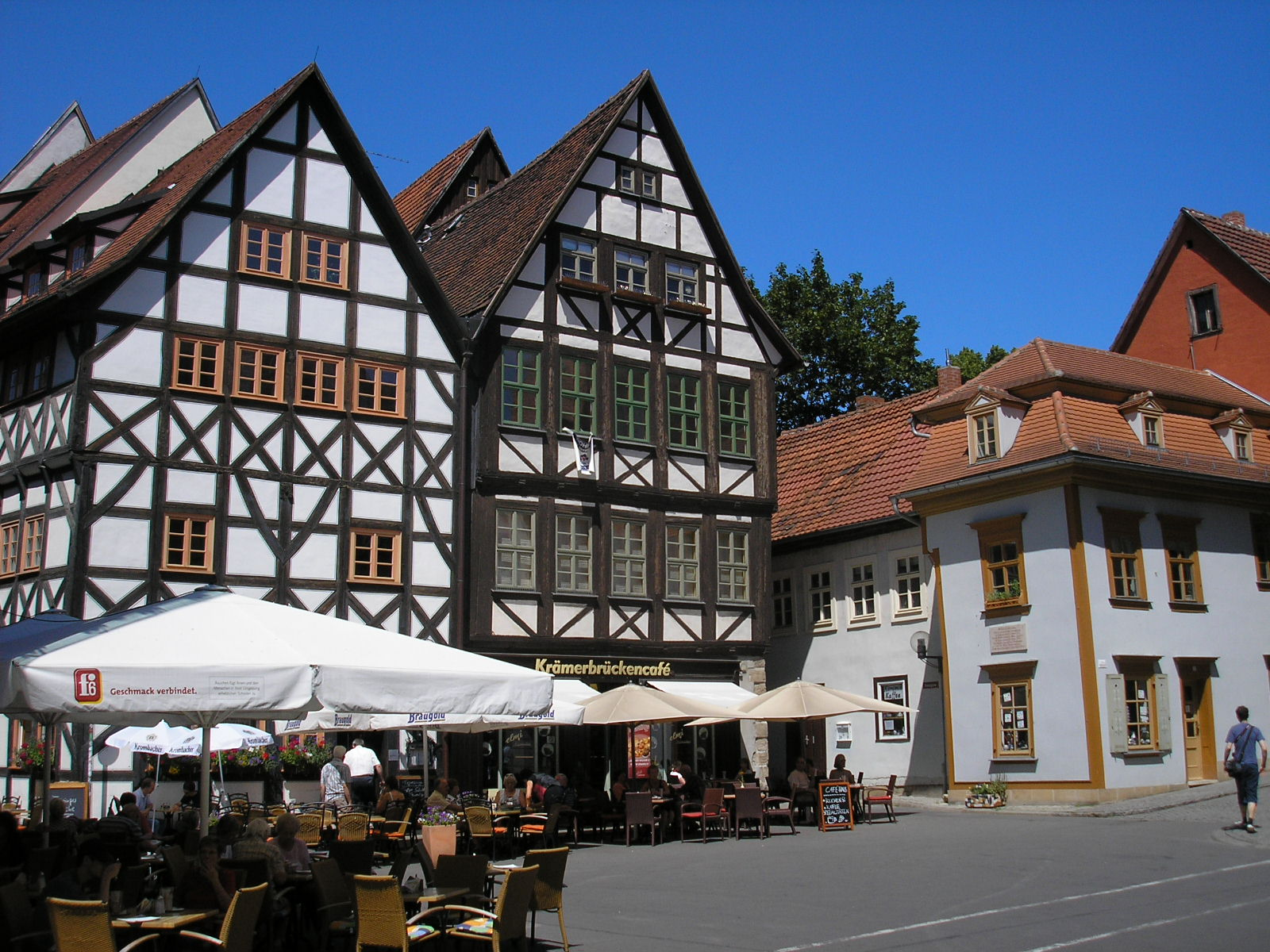
Der Benediktsplatz

Der Benediktsplatz in Erfurt befindet sich am westlichen Zugang der Krämerbrücke in der historischen Altstadt. Er wurde unter dem Namen Für der Kremerbrucken 1510 erstmals erwähnt. 1817 erfolgte die Umbenennung in Vor der Krämerbrücke. 1831 wurde er zur Erinnerung an die Benediktikirche, die hier stand und 1809/1810 durch den französischen General-Domänendirektor Gentil meistbietend zum Abbruch verkauft wurde, in Benediktsplatz umbenannt. Am Benediktsplatz treffen Michaelisstraße, Kreuzgasse, Krämerbrücke, Rathausbrücke und Fischmarkt zusammen.